# Vlag van Merbes-le-Château
De vlag van Merbes-le-Château is op onbekende datum bij raadsbesluit vastgesteld als de vlag van de Henegouwse gemeente Merbes-le-Château. De vlag kan als volgt worden beschreven:
Wit met een rood kasteel met vier torens geplaatst op een groene horizontale baan met een hoogte van ⅛ᵉ van de vlaghoogte en op dezelfde afstand van de onderzijde van de vlag geplaatst
De gemeente wilde de traditionele kleuren wit en rood behouden, terwijl de vier torens verwijst naar de vier voormalige gemeenten. De vlag is ontworpen naar het gemeentewapen.